# Zethus didymogaster
Zethus didymogaster är en stekelart som beskrevs av Spinosa 1841. Zethus didymogaster ingår i släktet Zethus och familjen Eumenidae. Inga underarter finns listade i Catalogue of Life.